# しゃあ
しゃあ（1980年代3月28日 - ）は日本の漫画家・イラストレーターである。立正大学文学部卒業。ペンネームは「しゃあ」の他に「西」の名義も使っている。

## 主要作品リスト
漫画
- 『キョウハクDOG's』（電撃帝王連載、全1巻）
  - 『キョウハクDOG's-Another Secret-』（電撃G's Festival! COMIC連載中、既刊6巻）
- 『CLANNAD-クラナド-』（電撃G'sマガジンから電撃G's Festival! COMICに移籍し連載、全5巻）
- 『ホームステイ×ステディ』（ヤングアニマルあいらんど8号掲載）

小説挿絵
- 『乃木坂春香の秘密』（電撃文庫 五十嵐雄策/著）
- 『撲殺天使ドクロちゃんです』（電撃文庫 おかゆまさきほか/著）
- 『三丁目の極悪人』（一迅社文庫 川波無人/著）
- 『乃木坂明日夏の秘密』（電撃文庫 五十嵐雄策/著）

キャラクターデザイン
- 『こなたよりかなたまで』（F&C FC01）

コラム
- 『百鬼娘談』（メガミマガジンクリエイターズ）